# Júkovo (Riazan)
|  | Per a altres significats, vegeu «Júkovo». |

Júkovo (en rus: Жуково) és un poble de l'óblast de Riazan, a Rússia, segons el cens del 2010 tenia 16 habitants.